# 聖母被昇天 (プッサン)
『聖母被昇天』（せいぼひしょうてん、仏: L'Assomption de la Vierge、英: The Assumption of the Virgin）は、17世紀フランスの画家ニコラ・プッサンが画業の初期にあたる1630-1632年ごろ、キャンバス上に油彩で制作した絵画である。かつて、プッサンの真筆であるかどうかで議論の対象となった作品であるが、現在では一般的にプッサンの作品であるという合意がなされている。ヴィンチェンツォ・ジュスティニアーニの死後の1638年の財産目録に記載されており、彼がこの絵画を委嘱したのかもしれない。その後、様々な所有者を経て、1963年にワシントン・ナショナル・ギャラリーに売却されて以来、同美術館に所蔵されている。

## 作品
画面下部では、3人の天使が、上昇する聖母マリアの身体が抜け出たために空いた石棺を花で満たしている。石棺の縁からは白い布地が垂れ下がっている。聖母は翼のないプットたちに付き添われ、恍惚として天を見上げている。彼女の栗色の髪は後ろで結わえられ、同じ色のスカーフが彼女の肩を覆っている。バラ色のドレスの裾が裸足の周囲で翻り、下半身は量感のある紺色のマントで包まれている。なお、聖母は横顔で表されており、プッサンの作品としては異例である。この主題で、石棺の周囲に使徒たちが描かれていないのも通常とは異なっている。
画面上部左右の2人のプットが、天国を隠している布地のような雲を引こうとしている。これらプットたちの回転する動きにより、鑑賞者の視線は画面に表れていない聖なる幻視へと導かれる。一方、この乱気流のような動きの感覚は、中央の場面を枠どる左右両端の2本のどっしりとした柱の垂直線と、前景にある幾何学的な石棺の水平線によって制御されている。
この絵画は、明らかにアンニーバレ・カラッチの祭壇画『聖母被昇天』 (サンタ・マリア・デル・ポポロ教会、ローマ) やドメニキーノのフレスコ画『聖チェチリアの昇天』 (サン・ルイージ・ディ・フランチェージ教会、ローマ) などの影響を受けている。これらの作品でも、人物像が天使やプットにより空中に引き上げられている。しかし、画面はプッサンの本作のように建築によって枠どられてはいない。
本作はまた、1世紀前に描かれたティツィアーノの『聖母被昇天』、『ペーザロ家の祭壇画』 (ともにサンタ・マリア・グロリオーザ・デイ・フラーリ聖堂、ヴェネツィア) や『ヴィーナスへの奉献』 (プラド美術館、マドリード) にも多分に影響を受けている。

## ギャラリー

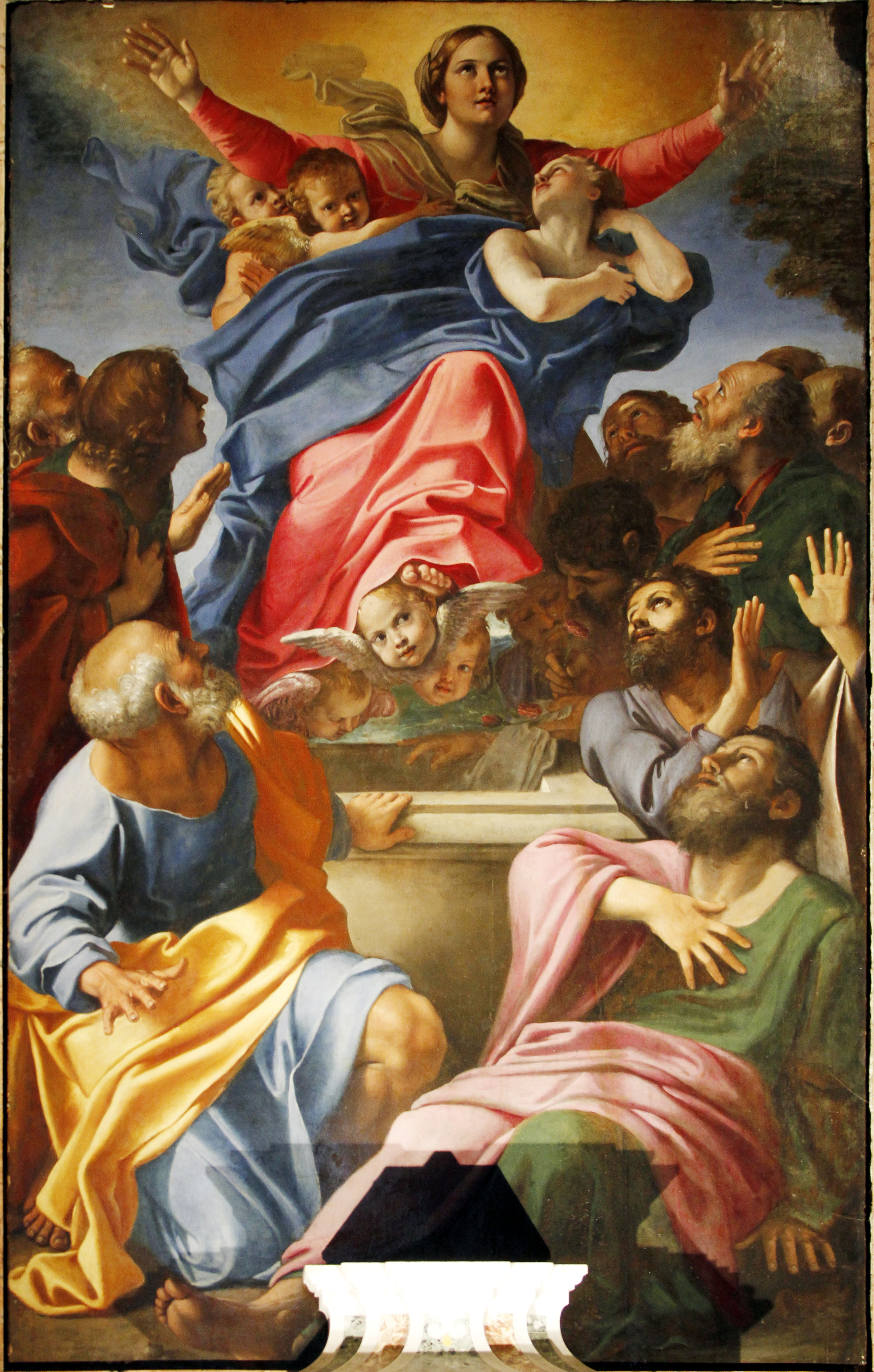
アンニーバレ・カラッチ『聖母被昇天』 (1600-1601年ごろ)、サンタ・マリア・デル・ポポロ教会（英語版）、ローマ
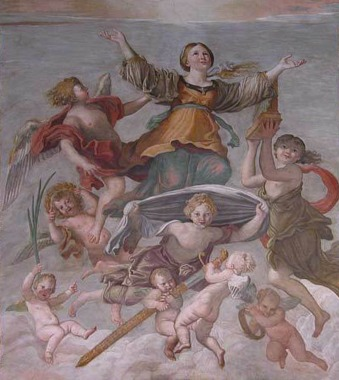
ドメニキーノ『聖チェチリアの昇天』 (1612-1615年)、サン・ルイージ・ディ・フランチェージ教会、ローマ
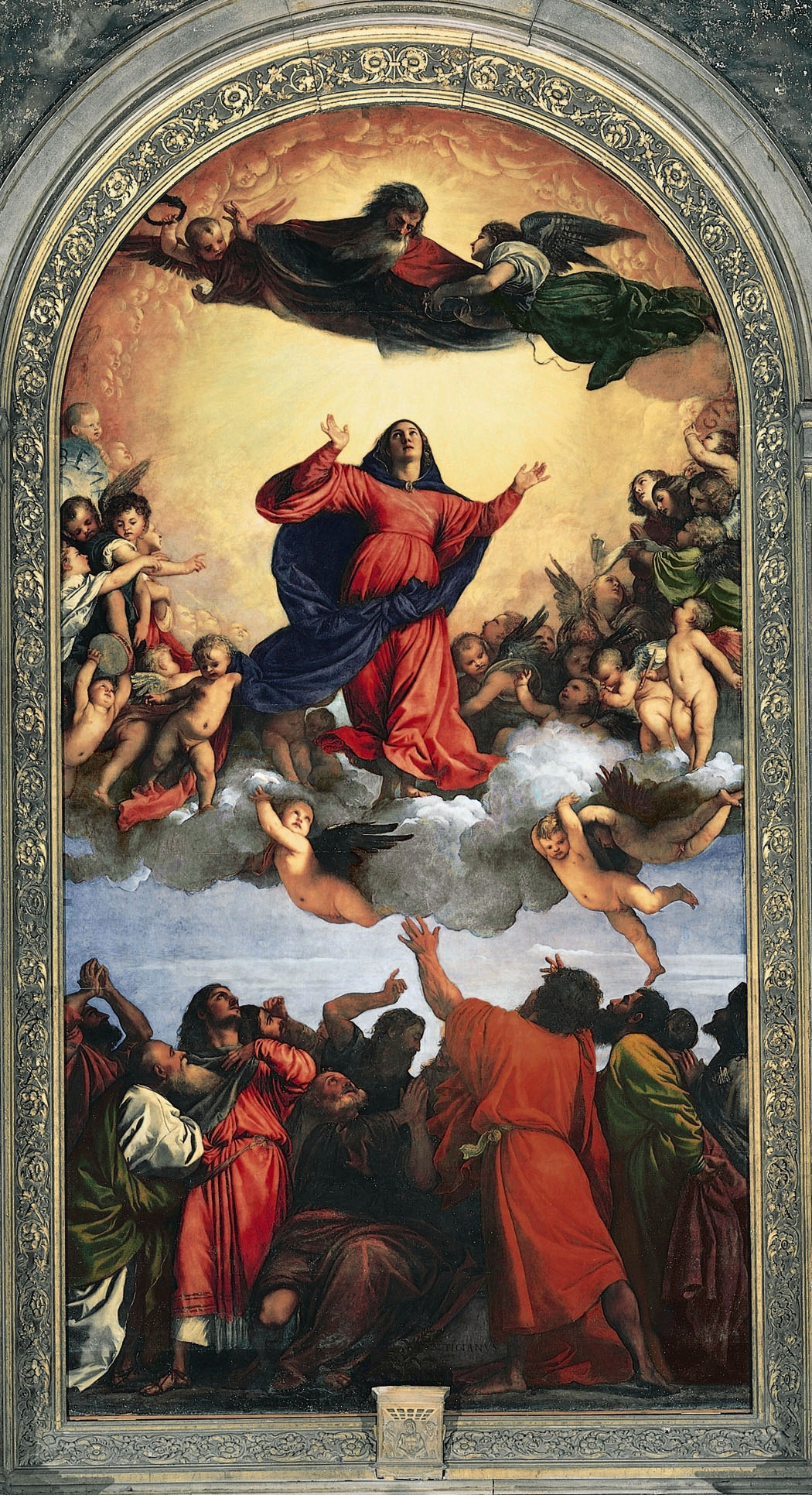
ティツィアーノ『聖母被昇天』 (1516-1518年)、サンタ・マリア・グロリオーザ・デイ・フラーリ聖堂、ヴェネツィア
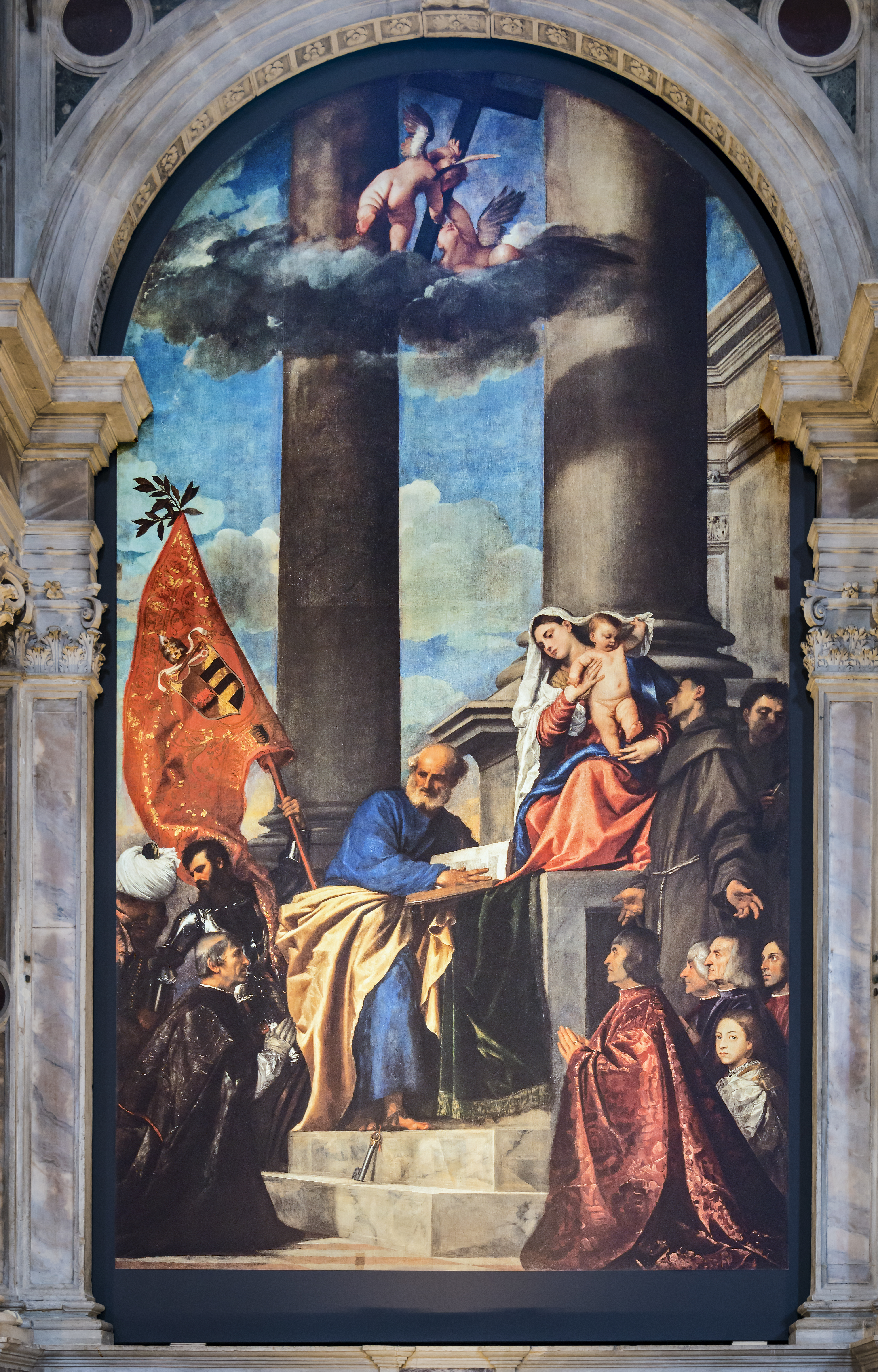
ティツィアーノ『ペーザロ家の祭壇画』 (1519-1526年)、サンタ・マリア・グロリオーザ・デイ・フラーリ聖堂、ヴェネツィア
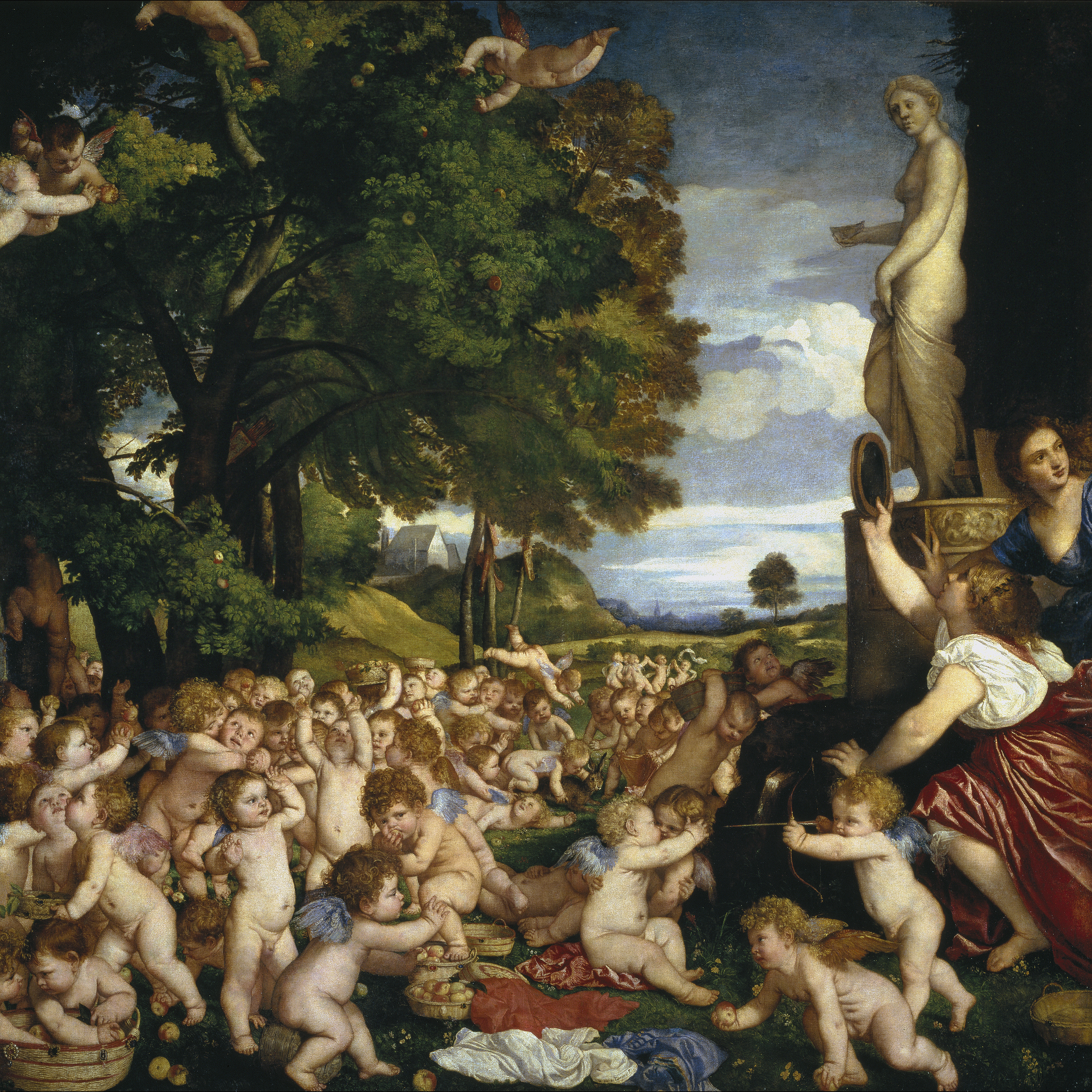
ティツィアーノ『ヴィーナスへの奉献』 (1518-1519年ごろ)、プラド美術館、マドリード